# Koper (Burkina Faso)
Pour les articles homonymes, voir Koper.
Koper, parfois orthographié Kopper, est une commune rurale et le chef-lieu du département de Koper situé dans la province de l'Ioba de la région Sud-Ouest au Burkina Faso.

## Géographie
Koper se trouve à environ 15 km au sud-est de Dano, le chef-lieu provincial, et à 500 m au sud-est de Babora.

## Économie
L'économie de la localité est liée à son marché et à sa position sur la route reliant Dano à la frontière ghanéenne (via la route nationale 20) située à environ 15 km au sud-est.

## Santé et éducation
Le centre de soins le plus proche de Koper est le centre de santé et de promotion sociale (CSPS) de Babora tandis que le centre médical avec antenne chirurgicale (CMA) de la province se trouve à Dano.